# Athlétisme aux Jeux de la Francophonie de 1994
 (avril 2025).
Si vous disposez d'ouvrages ou d'articles de référence ou si vous connaissez des sites web de qualité traitant du thème abordé ici, merci de compléter l'article en donnant les références utiles à sa vérifiabilité et en les liant à la section « Notes et références ».
Navigation
Les épreuves d'athlétisme des Jeux de la Francophonie 1994 se sont déroulées du 11 au 13 juillet 1994 dans le Stade Robert-Bobin de Bondoufle, en France. Vingt-et-un records des Jeux sont ameliorés au cours de ces trois jours.

## Résultats

### Hommes
| Épreuves | Or                                                                                  | Argent                                                                                   | Bronze                                                                      |
| --- | ----------------------------------------------------------------------------------- | ---------------------------------------------------------------------------------------- | --------------------------------------------------------------------------- |
| 100 m (+0,5 m/s) | Bruny Surin 10 s 08 CR                                                              | Donovan Bailey 10 s 27                                                                   | Oumar Loum 10 s 35                                                          |
| 200 m (-1,7 m/s) | Hermann Lomba 20 s 90                                                               | Ricardo Greenidge 21 s 16                                                                | Thierry Lubin 21 s 25                                                       |
| 400 m | Pierre-Marie Hilaire 46 s 16                                                        | Hachim Ndiaye 46 s 32                                                                    | Désiré Pierre-Louis 46 s 50                                                 |
| 800 m | Mahjoub Haïda 1 min 50 s 48                                                         | Ousmane Diarra 1 min 50 s 79                                                             | William Best 1 min 51 s 23                                                  |
| 1 500 m | Azzedine Sediki 3 min 42 s 57                                                       | Abdelkader Chékhémani 3 min 43 s 08                                                      | Hicham El Guerrouj 3 min 43 s 54                                            |
| 5 000 m | Salah Hissou 13 min 22 s 08 CR                                                      | Brahim Lahlafi 13 min 25 s 91                                                            | Brahim Jabbour 14 min 01 s 64                                               |
| 10 000 m | Salah Hissou 28 min 34 s 25 CR                                                      | Hammou Boutayeb 28 min 35 s 88                                                           | Khalid Boulami 28 min 48 s 43                                               |
| Marathon | Tahar Mansouri 2 h 17 min 18 CR                                                     | Abdelkader El Mouaziz 2 h 21 min 29                                                      | Abdillahi Omar 2 h 25 min 27                                                |
| 110 m haies (-1,1 m/s) | Dan Philibert 13 s 55 CR                                                            | Jonathan Nsenga 13 s 56                                                                  | Tim Kroeker 13 s 68                                                         |
| 400 m haies | Fadhel Khayati 49 s 52                                                              | Marc Dollendorf 50 s 03                                                                  | Ibou Faye 50 s25                                                            |
| 3 000 m steeple | Khalid Skah 8 min 19 s 30 CR                                                        | Elarbi Khattabi 8 min 23 s 13                                                            | Hilaire Ntirampéba 8 min 36 s 19 NR                                         |
| 4 × 100 m | Canada Sheridon Baptiste Glenroy Gilbert Peter Ogilvie Donovan Bailey 39 s 16       | Côte d'Ivoire Ouattara Lagazane Jean-Olivier Zirignon Franck Waota Ibrahim Meité 39 s 38 | France Olivier Laroche Sébastien Carrat Hermann Lomba Thierry Lubin 39 s 87 |
| 4 × 400 m | Sénégal Ibrahima Wade Moustapha Diarra Aboubakry Dia Hachim Ndiaye 3 min 05 s 73 CR | Maroc Mohamed Debbab Brahim Lahlafi Bouchaib Belkaid Benyounès Lahlou 3 min 06 s 67      | Canada Antony Wilson Kelly Crerar Ahlosen Isaac Byron Goodwin 3 min 07 s 71 |
| 20 km marche | Jean-Olivier Brosseau 1 h 25 min 48 s                                               | Martial Fesselier 1 h 26 min 52 s                                                        | Martin St. Pierre 1 h 27 min 07 s                                           |
| Saut en hauteur | Cory Siermachesky 2,20 m                                                            | Richard Duncan 2,20 m                                                                    | Pierre Bernhard 2,18 m                                                      |
| Saut à la perche | Gérald Baudouin 5,65 m                                                              | Jean-Marc Tailhardat 5,50 m                                                              | Alain Andji 5,30 m                                                          |
| Saut en longueur | Cheikh Touré 8,06 m (w) CR                                                          | Jérôme Romain 7,81 m                                                                     | Franck Zio 7,75 m                                                           |
| Triple saut | Edrick Floreal 16,83 m                                                              | Alex Norca 16,72 m                                                                       | Garfield Anselm 16,58 m                                                     |
| Lancer du poids | Gheorghe Gușet 19,67 m CR                                                           | Scott Cappos 17,07 m                                                                     | Rocky Vaitanaki 16,83 m                                                     |
| Lancer du disque | Costel Grasu 61,24 m CR                                                             | Mickaël Conjungo 60,40 m                                                                 | Marcel Tîrle 58,32 m                                                        |
| Lancer du marteau | Gilles Dupray 74,94 m CR                                                            | Frédéric Kuhn 72,20 m                                                                    | Walter Ciofani 71,72 m                                                      |
| Lancer du javelot | Grégory Wiesner 75,12 m                                                             | Maher Ridane 70,72 m                                                                     | Michel Bertimon 70,66 m                                                     |
| Décathlon | Christian Mandrou 7766 pts                                                          | Cédric Lopez 7709 pts                                                                    | Jamel Bourmada 7526 pts                                                     |
| Records et Performances - AR : Record continental (area record) - CR : Record des championnats (championship record) - MR : Record du meeting (meet record) - NR : Record national (national record) - OR : Record olympique (olympic record) - PR : Record paralympique (paralympic record) - PB : Record personnel (personal best) - SB : Meilleure performance personnelle de la saison (season's best) - WL : Meilleure performance mondiale de l'année (world leader) - WJR : Record du monde junior (world junior record) - WR : Record du monde (world record) Circonstances et Conditions - DNF : N'a pas terminé (did not finish) - DNS : N'a pas pris le départ (did not start) - DQ : Disqualification (disqualification) - NM : Aucun essai valable enregistré (No Mark) - Q : Qualifié « directement » au prochain tour (ou à la prochaine compétition), lors d'une compétition majeure, grâce au classement ou à la réalisation des minima (automatic qualifier) - q : Qualifié au prochain tour (ou à la prochaine compétition), lors d'une compétition majeure, grâce au repêchage ou à la réalisation de l'une des meilleures performances parmi celles des « non qualifiés directement » (grâce au meilleur temps ou à la meilleure distance par exemple) (secondary qualifier) |                                                                                     |                                                                                          |                                                                             |

### Femmes
| Épreuves | Or                                                                           | Argent                                                                                           | Bronze                                                                                                 |
| --- | ---------------------------------------------------------------------------- | ------------------------------------------------------------------------------------------------ | --- |
| 100 m (-1,5 m/s) | Patricia Girard 11 s 46                                                      | Odiah Sidibé 11 s 59                                                                             | Lalao Ravaonirina 11 s 67                                                                              |
| 200 m (-0,6 m/s) | Stacy Bowen 23 s 19                                                          | Delphine Combe 23 s 35                                                                           | Fabienne Ficher 23 s 60                                                                                |
| 400 m | Évelyne Élien 52 s 58                                                        | Alimata Koné 53 s 32                                                                             | Marie-Line Scholent 53 s 86                                                                            |
| 800 m | Carmen Stanciu 2 min 5 s 28                                                  | Séverine Foulon 2 min 5 s 45                                                                     | Alana Yakiwchuk 2 min 5 s 56                                                                           |
| 1 500 m | Cristina Misaros 4 min 21 s 20                                               | Mélanie Choinière 4 min 21 s 56                                                                  | Laurence Vivier 4 min 21 s 95                                                                          |
| 3 000 m | Cristina Misaros 9 min 2 s 09 CR                                             | Laurence Duquénoy 9 min 6 s 78                                                                   | Courtney Babcock 9 min 21 s 28                                                                         |
| 10 000 m | Zahra Ouaziz 34 min 4 s 64 CR                                                | Lizanne Bussières 34 min 8 s 64                                                                  | Carole Rouillard 34 min 43 s 96                                                                        |
| Marathon | Cindy New 2 h 54 min 14 s                                                    | Sonia Agoun 2 h 54 min 52 s                                                                      | Isabelle Dittberner 3 h 12 min 28 s                                                                    |
| 10 000 m marche | Janice McCaffrey 45 min 38 s 06 CR                                           | Valérie Nadaud 46 min 1 s 77                                                                     | Pascale Grand 46 min 40 s 88                                                                           |
| 100 m haies (-0,7 m/s) | Nicole Ramalalanirina 13 s 17                                                | Anne Piquereau 13 s 18                                                                           | Donalda Duprey 13 s 27                                                                                 |
| 400 m haies | Donalda Duprey 55 s 10 CR                                                    | Nezha Bidouane 55 s 19                                                                           | Marie Womplou 56 s 39                                                                                  |
| 4 × 100 m | France Patricia Girard Odiah Sidibé Fabienne Ficher Delphine Combe 43 s 65   | Canada France Gareau Tarama Perry Dena Burrows Dionne Wright 45 s 09                             | Madagascar Monica Rahanitraniriana Hanitriniaina Rakotondrabé Aurélie Jonary Lalao Ravaonirina 45 s 22 |
| 4 × 400 m | Canada Alana Yakiwchuk Jean Fletcher Judith Fraser Stacy Bowen 3 min 38 s 12 | Côte d'Ivoire Louise Ayétotché Patricia Foufoué Ziga Véronique Kouamé Alimata Koné 3 min 41 s 48 | Maroc Bouchra Lahlafou Najat Ouali Souhad Kouhail Nadia Zetouani 3 min 47 s 98                         |
| Saut en hauteur | Monica Iagar 1,89 m CR                                                       | Isabelle Jeanne 1,89 m                                                                           | Lucienne N'Da 1,87 m                                                                                   |
| Saut en longueur | Nadine Caster 6,58 m (w)                                                     | Anastasia Mahob 6,36 m                                                                           | Sandrine Hennart 6,09 m                                                                                |
| Triple saut | Rodica Petrescu 14,33 m CR                                                   | Sandrine Domain 13,58 m                                                                          | Valérie Guiyoule 13,57 m                                                                               |
| Lancer du poids | Nathalie Ganguillet 16,32 m CR                                               | Georgette Reed 16,29 m                                                                           | Annick Lefebvre 15,46 m                                                                                |
| Lancer du disque | Nicoleta Grasu 60,80 m CR                                                    | Manuela Tîrneci 56,94,m                                                                          | Agnès Teppe 54,48 m                                                                                    |
| Lancer du javelot | Nathalie Teppe 57,44 m CR                                                    | Martine Bègue 56,54 m                                                                            | Valerie Tulloch 55,94 m                                                                                |
| Heptathlon | Kim Vanderhoek 5641 pts CR                                                   | Véronique Villefayot 5368 pts                                                                    | Kendall Matheson 5205 pts                                                                              |
| Records et Performances - AR : Record continental (area record) - CR : Record des championnats (championship record) - MR : Record du meeting (meet record) - NR : Record national (national record) - OR : Record olympique (olympic record) - PR : Record paralympique (paralympic record) - PB : Record personnel (personal best) - SB : Meilleure performance personnelle de la saison (season's best) - WL : Meilleure performance mondiale de l'année (world leader) - WJR : Record du monde junior (world junior record) - WR : Record du monde (world record) Circonstances et Conditions - DNF : N'a pas terminé (did not finish) - DNS : N'a pas pris le départ (did not start) - DQ : Disqualification (disqualification) - NM : Aucun essai valable enregistré (No Mark) - Q : Qualifié « directement » au prochain tour (ou à la prochaine compétition), lors d'une compétition majeure, grâce au classement ou à la réalisation des minima (automatic qualifier) - q : Qualifié au prochain tour (ou à la prochaine compétition), lors d'une compétition majeure, grâce au repêchage ou à la réalisation de l'une des meilleures performances parmi celles des « non qualifiés directement » (grâce au meilleur temps ou à la meilleure distance par exemple) (secondary qualifier) |                                                                              |                                                                                                  | |

### Handisport

#### Hommes
| Épreuves   | Or                           | Argent                         | Bronze                       |
| ---------- | ---------------------------- | ------------------------------ | ---------------------------- |
| 100 m T3   | Marc Quessy 16 s 77          | Charles Tollé 16 s 96          | Luke Gingras 16 s 96         |
| 100 m T4   | Hubert Locco-Rocca 14 s 80   | Mustapha Badid 14 s 96         | Nicholas Cunningham 15 s 43  |
| 1 500 m T4 | Claude Issorat 3 min 14 s 38 | Philippe Couprie 3 min 16 s 11 | Mustapha Badid 3 min 16 s 54 |

#### Femmes
| Épreuves                         | Or                              | Argent                  | Bronze                          |
| -------------------------------- | ------------------------------- | ----------------------- | ------------------------------- |
| 100 m fauteuil toutes catégories | Chantal Petitclerc 17 s 41      | Linda Hamilton 18 s 58  | Diane Roy 18 s 64               |
| 800 m fauteuil toutes catégories | Chantal Petitclerc 2 min 6 s 74 | Diane Roy 2 min 12 s 89 | Colette Bourgonne 2 min 14 s 77 |